# Pont de Betsiboka
Die Pont de Betsiboka ist eine Straßenbrücke in der Provinz Mahajanga von Madagaskar. Sie führt die von der Hauptstadt Antananarivo nach Mahajanga gehende Route nationale 4 über den Fluss Betsiboka.
Die Pont de Betsiboka war eine der drei Hängebrücken, die in den Jahren 1931 bis 1934 von dem französischen Unternehmen G. Leinekugel Le Cocq et Fils in Larche im Département Corrèze hergestellt, in Einzelteilen nach Madagaskar verschifft und dann mühsam zur Baustelle transportiert wurden. Die zwei weiteren waren die 65 km entfernte Pont de la Kamoro und die Pont de Mananjary ().
Diese drei Brücken waren die ersten französischen Brücken, die aus einem damals neuen rostfreien Stahl hergestellt und nicht genietet, sondern geschweißt wurden.
Sie wurde im Zweiten Weltkrieg zerstört.
An fast gleicher Stelle wurde eine einfache stählerne Fachwerkbrücke im Stil einer Bailey-Brücke errichtet. Diese einspurige Brücke wurde 1980 und 2015 renoviert und ist nach wie vor in Gebrauch.